# Cephalaspis
Cephalaspis é um gênero de peixes primitivos que viveram no período Siluriano. Foi descoberto por Jean Louis Rodolphe Agassiz em 1835, e seus fósseis foram encontrados em diferentes partes da Europa Ocidental.
Mediam em torno de 50 centímetros e acredita-se que eram animais detritívoros. Alguns os consideram ancestrais dos placodermos.

## Descrição
O Cephalaspis era um peixe comum na época, sendo que, como a maioria, não possuía mandíbulas. Também tinha escamas grossas e uma dura cabeça, que deveria torná-lo mais lento, tornando-o presa de predadores de sua época, como o Euriptéridos e o Pterygotus. Sua cabeça também é o motivo de seu nome (Cephalaspis significa "cabeça de escudo").

## Alimentação
A boca do Cephalaspis era localizada na parte inferior de sua cabeça, sugerindo que o peixe se alimentava de detritos no fundo do oceano.